# Ćiril Aleksandrijski
Ćiril Aleksandrijski (oko 376. - oko 444.), teolog, svetac i crkveni naučitelj. Bio je aleksandrijski patrijarh od 412. godine. U Katoličkoj i Pravoslavnoj Crkvi štuje se kao svetac.

## Životopis
Ćirilovi roditelji bili su pravovjerni kršćani a ujak mu je bio aleksandrijski patrijarh Teofil. 403. godine Ćiril prati svoga ujaka Teofila na imanje Dryn (Ad Quercum, epi Dryn) kod Kalcedona, na sabor gdje je Teofil organizirao osudu Ivana Zlatoustog. Iza smrti Teofila godine 412. naslijedio je Teofila na aleksandrijskoj patrijarškoj stolici. Kao patrijarh revnovao je za pravovjerje i sve vrijeme je napadao novacijane, Židove iz Aleksandrije, neoplatoniste te carskog prefekta Oresta. Svjetina je okrutno ubila Hipatiju, istaknutu sljedbenicu neoplatonističke filozofije i prijateljicu Oresta. Čak ako Ćiril i nije bio izravno odgovoran za njezinu smrt, oni koji su je ubili sigurno su bili njegovi pristaše.
Velika borba u Ćirilovu životu počela je nakon 428. godine kada je glasoviti antiohijski propovjednik Nestorije postao carigradski patrijarh. Nestorije je podržavao Anastazija, jednoga od svojih kapelana, koji je propovijedao da se Mariju ne smije nazivati Theotokos (Bogorodicom) jer je ona samo majka Kristova čovještva. Nestorije je bio predstavnik antiohijske škole i kad je postao patrijarh počeo je širiti i javno izlagati nauk da su u Kristu dvije naravi, božanska i ljudska, koje je međutim podrazumijevao vrlo slično osobama. Nestorijevi protivnici ubrzo su dobili podršku Ćirila koji se prvi put suprotstavio Nestoriju u uskrsnoj poslanici br. 17., 429. godine. On se u ovu borbu upustio strastveno jer je po Nestorijevu nauku udario kao po krivovjerju. O tome je obavjestio papu Celestina I. Papa u pismu od 11. kolovoza 430. godine naredio je Nestoriju da po primitku pisma mora pismeno opozvati svoj nauk u roku od deset dana. Ako to ne učini bit će izopčen iz crkvenog zajedništva. Taj dokument trebao je Ćiril predati Nestoriju i ako on odbije nalog neka ga Ćiril svrgne s carigradske biskupske stolice. Ćiril je prihvatio papin nalog te protiv Nestorija sastavio glasovitih dvanaest anatema (prokletstva) kakve nisu mogle biti teološki prihvatljive nijednom sljedbeniku antiohijske teološke struje. Nestorije se obratio caru Teodoziju II., što je imalo za ishod sazivanje općeg sabora u Efezu 431. godine. Ćiril je vodio taj sabor i postigao da Nestorije bude osuđen i nije htio čekati dolazak svih istočnih biskupa, pa i samih papinih legata. Sabor je u Efezu 22. lipnja 431. godine proglasio člankom vjere da je Marija Bogorodica i time udario dogmatske temelje štovanja Majke Božje. No Ćirilov protivnik i suparnik Ivan Antiohijski, Nestorijev prijatelj, sazvao je protiv njega sabor, na kojem su se skupila 43 biskupa, a carski su vojnici Ćirila uhvatili i bacili u zatvor. Dok je on u zatvoru pisao Tumačenje 12 poglavlja, njegovi su sljedbenici uspjeli uvjeriti cara da i on osudi Nestorija te ga svrgne s biskupske stolice. Teodozije II. najprije je prihvatio obje odluke ali je ubrzo poništio Ćirilovu osudu Nestorija. Tako je Ćiril nekoliko mjeseci proboravio u tamnici u Efezu. Vrativši se u Aleksandriju, nastojao je oko izmirenja. Godine 433. došlo je do sporazuma na temelju formule koju je sastavio vjerojatno Teodor Cirski. U toj formuli ispovjedanje vjere naziva Bl. Djevicu Mariju Bogorodicom, a sjedinjenje obiju naravi u utjelovljenom Kristu naziva se asyghytos henosis – nesmiješano jedinstvo. Pod utjecajem Izidora Peluzijskog, učenika sv. Ivana Zlatoustoga, Ćiril je korigirao i svoj stav prema Ivanu Zlatoustom, te njegovo ime unio u diptihe aleksandrijske Crkve. Ćiril je umro u Aleksandriji 444. godine.
Unatoč rezervama prema nekim stavovima Ćirila Aleksandrijskoga, Crkva ga je uvijek smatrala borcem za pravovjerje i često prihvaćala njegove dogmatske formule. Kongregacija za bogoštovlje, 28. srpnja 1882. proglasila ga je naučiteljem Crkve. Pravoslavci slave svečano njegovu uspomenu 9. lipnja, a spominju ga i 18. siječnja skupa sa sv. Atanazijem. Blagdan mu se u zapadnoj crkvi slavi 27. lipnja. Oslanjanući se na Sveto pismo, Ćiril je znatno doprinio objašnjenju tajne utjelovljenja. Zato ga mnogi zovu Doctor Incarnationis.

## Nauk
Različito od antiohijskih teologa (aristotelska škola) koji stavljaju naglasak na ljudsku narav Krista, cjelovitost Kristova čovještva, i da je Krist potpuni Bog i potpuni čovjek ali da se te dvije naravi u njemu razlikuju i da se zbog toga ljudski atributi Kristovi ne smiju pripisivati Bogu Logosu, Ćiril koji je aleksandrinac (platonska škola) kreće od božanstva Krista i sjedinjenja osobe u Riječi koja postoji od vječnosti i koja se utjelovila na kraju vremena. Problem je bio objasniti kako postoji sjedinjenje osobe u Riječi, na koji način poslije utjelovljenja ljudska narav nije ulivena u božansku narav i jesu li cjelovite, nepomiješane. Za Ćirila, ako Krist ne bi bio Bogočovjek, tj. u jednoj osobi ujedinjene dvije naravi, onda bi za nas bio umro čovjek, njegova smrt ne bi imala neizmjerne vrijednosti i ne bi bio mogao otkupiti ljudski rod od pada koji je prouzrokovao istočni grijeh. Grčki oci upotrebljavali su naziv fysis i hypóstasis da označe sad narav sad osobu. Ni Ćiril ne govori jasno o jednoj hipostazi i ustručava se primijeniti ovu riječ u kristologiji, jer se terminom hypóstasis označavalo samo božansku individualiziranu narav Kristovu, dok u osobi utjelovljenog Krista postoje dvije naravi: božanska i ljudska. Zato Ćiril naziva osobu Kristovu mía fysis i mía hypóstasis, a sjedinjenje obiju naravi hénosis katà fysin i hénosis kath`hypóstasin.
Ako je Ćiril i upotrebljavao izraz hénosis fysiké ili Atanazijevu sintagmu mía fysis tou Theoù lógou sesarkoméne, to se on izričito ograđivao od toga da bi ti izrazi značili neko slijevanje božanske i ljudske naravi u jednu, i da bi ljudska narav Kristova na taj način postala jednobitna s božanskom naravi. Zato je bilo neumjesno pozivanje kasnijih monofizita na njega. Pa ipak valja reći da je Ćiril od Atanazija preuzeo kristologiju po shemi Logos-tijelo, u kojoj, iako se apstraktno tvrdi u Kristu prisutnost ljudske duše, nije toj ljudskoj duši bilo moguće pridati nikakvu aktivnu funkciju, jer se i nakon utjelovljenja nastavilo smatrati da je Logos jedini izvor aktivnosti Kristova ljudskog tijela. Upravo takvom postavkom Ćiril nije mogao prihvatiti rezultate antiohijskog kristološkog učenja koje je u Kristu čovjeku prepoznavalo subjekt koji je sposoban za razumijevanje i djelovanje isto onako kao i svaki drugi čovjek. Ćiril uči da je Adamov grijeh bio uzrokom utjelovljenja, tj. da se pravi Bog radi našega spasenja pojavio u ljudskom obliku.

## Djela
Ćirilovi spisi ne pokazuju stilističke ljepote, ali se odlikuju oštrinom dokaza i dubinom misli. U tom pogledu nadvisuje sve istočne crkvene oce. Piše strogo znanstvenom metodom, logički izvodi dokaze i jasno formulira zaključke.

### Egzegetska djela
- De adoratione et cultu in spiritu et veritate (O klanjanju i kultu u duhu i istini), u formi dijaloga raspravlja o alegoričkom tumačenju Starog zavjeta.
- Glaphyra seu Commentaria scita et elegantiora (Elegantni i znalački komentari), komentar Petoknjižja u 13 knjiga.
- In Isaiam i In prophetas minorum.
- In Johannem - veliki komentar Ivanova evanđelja.

### Dogmatska djela
- Thesaurus de sancta et consubstantiali Trinitate (Riznica o svetoj i istobitnoj Trojici) dokazuje u 35 teza, gotovo skolastičkim načinom, istobitnost Sina s Ocem i božanstvo Duha Svetoga. Djelo je upereno protiv Arija i Eunomija.
- De sancta et consubstantiali Trinitate (O svetoj i istobitnoj Trojici). U sedam dijaloga sadržajno raspravlja o temama iz Thesaurusa.
- In sanctum Symbolum (O svetom simbolu). Kratko tumačenje nicejskog simbola.

### Polemička djela
- Anathematismi 12, protiv Nestorija i obrana ovih anatematizama u 3 knjige.
- Adversus blasphemias Nestorii (O Nestorijevim bogohulama).
- De recta fide ad Augustas et Dominas (O pravoj vjeri) u kojima nastoji odvratiti carigradski dvor, cara Teodozija II. i dvorske dame, od nestorijanstva.
- Apologeticus ad imperatorem (Obrana upućena caru) brani svoje stajalište u pitanju Nestorija.
- Adversus anthropomorphitas i
- Adversus libros athei Juliani u 3 knjige.

### Korizmene poslanice
- sačuvano ih je 29.

### Pisma
- sačuvano ih je oko 90, tri pisma zovu se ekumenskima, jer ih hvale ekumenski sabori; efeški, kalcedonski i drugi carigradski.

### Govori:
- Sermo in laudem Deiparae (Govor u čast Bogorodice), to je najslavniji govor u čast Bogorodice u staroj kršćanskoj književnosti.

## Poveznice
| Portal:Kršćanstvo | Portal: Kršćanstvo |

- Efeški sabor

| Koptske pape Aleksandrije           | Koptske pape Aleksandrije           | Koptske pape Aleksandrije            |
| ----------------------------------- | ----------------------------------- | ------------------------------------ |
| prethodnik Teofil I. Aleksandrijski | Aleksandrijske pape 412. - 444. AD. | nasljednik Dioskur I. Aleksandrijski |